# Giuseppe Sartore
Giuseppe Sartore (né le 31 mars 1937 à Val di Nizza et mort le 30 mai 1995 à Godiasco) est un coureur cycliste italien. Professionnel de 1960 à 1967, il a remporté une étape du Tour d'Italie 1962.

## Palmarès et résultats

### Palmarès
- 1959
  - Targa d’Oro Città di Legnano
- 1962
  - 19e étape du Tour d'Italie
- 1963
  - 3ea étape du Tour de Romandie
  - 7e du Tour de Romandie
- 1964
  - 3e du Trophée Matteotti

### Résultats sur les grands tours

#### Tour de France
2 participations
- 1962 : 71e
- 1963 : abandon (16e étape)

#### Tour d'Italie
7 participations
- 1960 : 19e
- 1961 : 78e
- 1962 : 25e, vainqueur de la 19e étape
- 1963 : 30e
- 1964 : 47e
- 1965 : 39e
- 1966 : 69e

#### Tour d'Espagne
- 1962 : abandon